# Kanal 1
Kanal 1 er en lokal tv-station i København. Den opstod af ruinerne af Byens lys, der gik konkurs i 1993. I begyndelsen havde den til huse i det nedlagte Sankt Joseph Hospital på Nørrebro, og er i dag bosiddende i Reventlowsgade på Vesterbro hos produktionsselskabet Mediehuset København.[kilde mangler]
Kanal 1 producerer programmer om københavnske forhold med udgangspunkt i ønsket om at styrke kommunikationssvage gruppers adgang til et massemedium, tv-mediet. Kompetence i forhold til både det tekniske og det indholdsmæssige stilles til rådighed for personer, der ønsker at tilrettelægge et tv-program om et københavnsk emne. Det gælder f.eks. ældre, der i en redaktionsgruppe laver tv om og for andre ældre eller borgere, der har været i berøring med det psykiatriske system, og ønsker at formidle deres viden og holdninger i den forbindelse. Dette er et led i stationens ønske om styrke public access til borgere, endvidere skabe dannelse og sociale kompetencer hos unge. Kanal 1 sender sine programmer på Kanal Hovedstaden.[kilde mangler]
Særligt fokus har stationen haft på LGBT-personer og miljøet siden 2009. I året 2014 blev der oprettet en selvstændig LGBT-redaktion, der siden da har vist ugentlige programmer om emnet. I 2018 vises Danish Rainbow Awards på Kanal 1 - og dermed for første gang på tv - hvor der blev uddelt de eftertragtede AXGIL-priser.